# BKW FMB Energie
BKW Energie SA (BKW) è un'azienda avente come attività la produzione, il trasporto ed il commercio di energia elettrica, operante principalmente nei cantoni francesi e tedeschi della Svizzera.